# Bolletino della Società Botanica Italiana
Bolletino della Società Botanica Italiana (abreviado Boll. Soc. Bot. Ital.) fue una revista con ilustraciones y descripciones botánicas que fue editada en Italia desde 1892 hasta 1926.